# Богуславская, Алла Георгиевна
А́лла Гео́ргиевна Богусла́вская (17 ноября 1932, Москва — 5 июля 2022, Москва) — советская балерина, артистка балета Большого театра (1951—1974), советский и российский балетный педагог и балетмейстер. Заслуженный деятель искусств Российской Федерации (2014).

## Биография
Как артистка особо отличалась своим исполнением польских танцев в балетах и операх. В Большом театре Аллу Богуславскую называли «королевой мазурки».
В 1994 году вместе с Раисой Стручковой осуществила поставку балета «Лебединое озеро» для труппы Английского национального балета (Лондон), восстановив характерные танцы в сцене бала в хореографии Александра Горского. Позднее постановку картины бала также осуществила в таких российских театрах, как Кремлёвский балет в Москве (постановка Андрея Петрова, 1997 год) и Михайловский театр в Санкт-Петербурге (постановка Михаила Мессерера, 2009 год).

### Образование
- 1951 — Московское хореографическое училище; специальность: «артист балета» (педагоги — Г. П. Петрова, А. В. Кузнецов);
- 1968 — ГИТИС им. А.В. Луначарского; специальность: «театровед».

### Профессиональная деятельность
- 1955 — Член Союза театральных деятелей Российской Федерации.
- 1979 — исполнение эпизодической роли старушки-танцовщицы в фильме «Жил-был настройщик…».
- Алла Георгиевна — автор учебных программ для обучающихся по программам среднего профессионального и высшего образования,
  - 1988 — в том числе, первой программы по модерн-джаз танцу (среднее профессиональное образование).
- Она — автор учебного пособия по народно-сценическому танцу в двух частях:
  - 2005 — 1 часть
  - 2009 — 2 часть
- 2014 — автор учебного пособия по модерн-джаз танцу.

### Ученики
Среди учеников Аллы Георгиевны — такие артисты балета, как Гедиминас Таранда, Галина Степаненко, Геннадий Янин, Илзе Лиепа, Татьяна Кузнецова (ставшая балетным критиком) и многие другие.

## Награды и звания
- Лауреат Конкурса артистов балета (диплом III степени, 1956 г., Москва);
- лауреат Всесоюзного фестиваля советской молодежи (диплом III степени, 1957 г., Москва).
- Знак «За достижения в культуре» (2000 г.).
- Заслуженный деятель искусств Российской Федерации (25 октября 2014 года) — за заслуги в развитии отечественной культуры и искусства, телерадиовещания и многолетнюю плодотворную деятельность[1]
- Благодарность Президента Российской Федерации (29 июня 2018 года) — за заслуги в развитии отечественной культуры и искусства, многолетнюю плодотворную деятельность[2]